# NGC 3246
NGC 3246 este o galaxie spirală situată în constelația Sextantul. A fost descoperită în 9 aprilie 1828 de către John Herschel. Se află la o distanță de 36,98 de megaparseci de Pământ.